# Hugo Faringdon
Hugo Faringdon (fallecido el 14 de noviembre de 1539), en inglés Hugh Faringdon, antes conocido como Hugh Cook, más tarde como Hugh Cook alias Faringdon y Hugh Cook de Faringdon, fue un monje benedictino que presidió como el último abad de la Abadía de Reading en la ciudad inglesa de Reading. Durante la disolución de los monasterios bajo el rey Enrique VIII de Inglaterra, Faringdon fue acusado de alta traición y ejecutado. Fue declarado mártir y beatificado por la Iglesia católica en 1895.

## Vida
Nacido como Hugh Cook, adoptó el apellido de Faringdon cuando se convirtió en monje, en algún momento antes de 1500. El uso de este apellido sugiere que provenía de Faringdon, una ciudad a unos 48 km al noroeste de Reading. Sin embargo, también es significativo que posteriormente utilizó las armas de la familia Cook de Kent, lo que sugiere que tenía conexiones allí. Se cree que fue educado en la abadía y más tarde se desempeñó como subcelador de la abadía.
Hugo Faringdon fue elegido abad de la Abadía de Reading en 1520, tras la muerte del abad Thomas Worcester. Además de sus deberes espirituales, también asumió los deberes civiles que se esperaban en ese momento de un abad mitrado, siendo nombrado Juez de Paz y en varias comisiones gubernamentales para Berkshire desde 1526 hasta 1538.
Al principio, la relación de Faringdon con el rey Enrique VIII de Inglaterra parece haber sido de apoyo. El rey Enrique VIII fue su invitado el 30 de enero de 1521 y más tarde se convirtió en uno de los capellanes reales. Entre los obsequios de Año Nuevo de Enrique VIII, en 1532 se incluyeron 20 libras esterlinas en una bolsa de cuero blanco para el abad de Reading. Cuando el rey estaba cazando en los alrededores, el abad aprovechaba para enviarle regalos como truchas de Kennet o cuchillos de caza.
Faringdon parece haberse puesto del lado del rey durante la controversia del divorcio. Mientras Enrique VIII buscaba autoridades que respaldaran sus puntos de vista sobre las leyes matrimoniales, Faringdon le envió libros que pensó que servirían para ese propósito. Formó parte del Parlamento de 1523 a 1539 y, en 1530, firmó, con otros miembros de la Cámara de los Lores, una carta al Papa señalando los males que probablemente resultarían de retrasar el divorcio deseado por el Rey; y, nuevamente en 1536, firmó los Artículos de Fe redactados en la convocatoria que virtualmente reconocía la supremacía de la Corona sobre la Iglesia. El domingo 4 de noviembre de 1537 cantó el réquiem y el canto fúnebre de la reina Juana Seymour en la Capilla de San Jorge en Windsor y estuvo presente en el entierro del 12 de noviembre. En marzo de 1538, estaba a favor de ser puesto en la comisión de paz de Berkshire.
Cuando los enviados llegaron para tomar la rendición de la Abadía de Reading, informaron favorablemente de la voluntad del abad de conformarse, pero la rendición de la abadía no se ha conservado y, por lo tanto, no se sabe si Faringdon realmente la firmó o no.

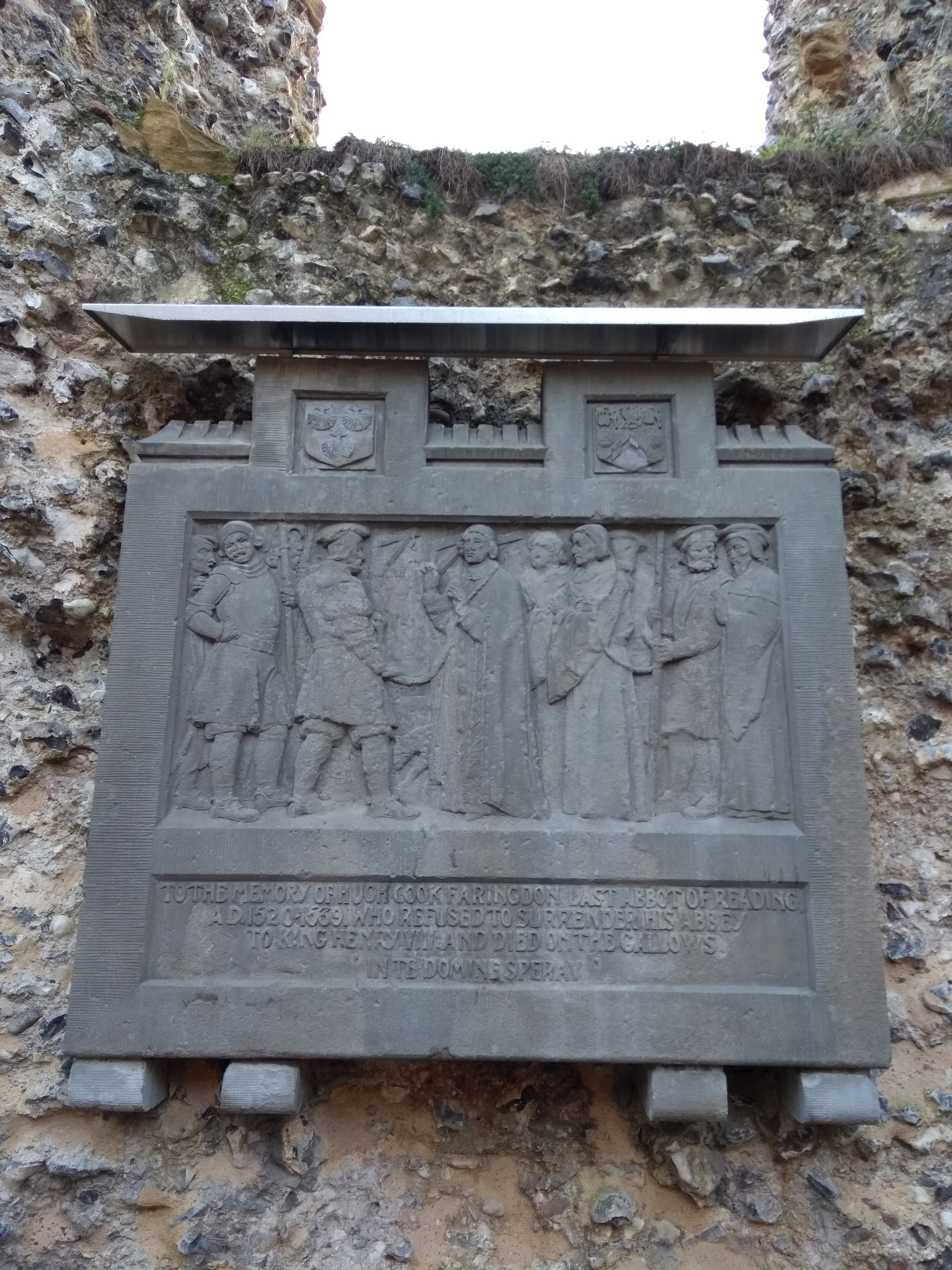
Bajorrelieve de la ejecución de Hugh Faringdon, en las ruinas de la Abadía de Reading.

En 1539, Faringdon fue acusado de alta traición, acusado de haber ayudado a los rebeldes del norte con dinero. Lo localizaron en Bere Court, su mansión en Pangbourne, y lo llevaron de regreso a la Torre de Londres, donde pasó dos meses. Como abad mitrado tenía derecho a ser juzgado por el Parlamento, pero ningún escrúpulo preocupaba al canciller, Thomas Cromwell. Su sentencia de muerte fue dictada antes de que comenzara el juicio. Junto con John Rugg, un socio conocido, y John Eynon, el sacerdote de la Iglesia de San Gil en Reading, fue declarado culpable y ahorcado, arrastrado y descuartizado ante la portería interior de la Abadía el 14 de noviembre de 1539. John Rugg había sido acusado de llevarse y ocultar una de las célebres reliquias de la Abadía, la mano de San Anastasio. Los monjes de Reading, que no estaban bajo sospecha de complicidad en la supuesta traición del abad, recibieron pensiones que normalmente se asignaban a los monjes y monjas al disolverse sus monasterios.

## Legado
Hugo Faringdon fue declarado mártir de la Iglesia católica y beatificado por el Papa León XIII en 1895. Su fiesta es el 15 de noviembre.
Es conmemorado por una vidriera en la Iglesia de San Jaime, la iglesia parroquial católica que ocupa parte de la huella de la ahora arruinada Abadía de Reading, y por una placa en la Iglesia de los Mártires Ingleses en Liebenrood Road (Reading). También está representado en El martirio de Hugh Faringdon, último abad de Reading, pintado por Harry Morley en 1917, y ahora en la colección del Museo de Reading.
La Escuela Católica Blessed Hugh Faringdon, una escuela especializada en artes escénicas en Reading, lleva su nombre, como también la Iglesia católica Blessed Hugh en Faringdon.